# 拟南芥 (推理作家)
拟南芥（1993年9月—），是一名中国小說家，毕业于重庆某高校电信工程专业。作品风格十分多变，从妖怪、科幻到古风都有涉猎。他于2012年开始写推理小说，是一位相当多产的作者，作品主要发表在《男生女生金版》、《最推理》、《超级小神探》、《推理世界》等杂志上。

## 个人经历
拟南芥在大学一年级时开始尝试小说创作。第一篇推理小说被退稿后，他便暂时中止了推理小说的写作，转而去写其它题材的作品，直到半年后才重新开始创作推理小说。拟南芥的第二篇推理小说是一篇福尔摩斯的同人小说，被《推理世界》杂志刊载在了同人栏目上，这给了他很大激励。此后，他创作了大量福尔摩斯和霍桑的同人小说，并成为了一名兼职小说家。
出于一种对幻想元素的热爱，拟南芥喜欢在小说中增加非现实的要素，譬如妖怪和科幻要素。在大学本科时代，他并没有加入大学内的任何推理组织，而是成为了科幻协会的会长。时至今日，这种科幻情怀依然会促使他在小说总增加很多科幻要素。
除了推理小说，拟南芥也是一位轻小说家，著有《醮拔居》系列和《控偶师之旅》。
2018年，拟南芥的第一本推理小说长篇《山椒鱼》由广东旅游出版社发行。本书讲述了在因地震而陷入困境的监狱中发生的一系列勾心斗角与杀人事件。在这本书中，作为假面骑士系列作品的爱好者，拟南芥使用了假面骑士的典故来暗喻人物的转变。

## 作品列表

### 单行本
- 《山椒鱼》 广东旅游出版社（2018） ISBN 9787557012977
- 《杭州搁浅》 新星出版社（2021） ISBN 9787513345842

### 选集刊载
- 《一簇朝颜花》 刊载于《2016年中国悬疑小说精选》 长江文艺出版社（2017年）ISBN 9787535493040
- 《无妄之火与高女》 刊载于《2017年中国侦探推理小说精选》 长江文艺出版社（2017年）ISBN 9787570200658
- 《乱世蚁•恨别惊心鸟》 刊载于《2017年中国悬疑小说精选》 长江文艺出版社（2018年）ISBN 9787570200528
- 《秃鹫日记》 刊载于《轮到你了》 长江出版社（2019年）ISBN 787549268016
- 《乱世蚁•下落黄泉》 刊载于《2018年中国侦探推理小说精选》 长江文艺出版社（2019年）ISBN 9787570206179
- 《黑死魔的巡礼》 刊载于《2019年中国侦探推理小说精选》 长江文艺出版社（2020年）ISBN 9787570213955

### 电子出版
- 《醮拔居·塔罗夜》 掌阅i次元（2016）
- 《醮拔居·异度物语》 掌阅i次元（2016）
- 《控偶师之旅》 iCiyuan轻小说（2016）

### 单行本未收录
- 霍桑、福尔摩斯同人系列
  - 《伊莱河疑云》
  - 《离奇的刺杀》
  - 《摩登之火》
  - 《隧道迷踪》
  - 《失踪的淑女》
  - 《蝶衣》
  - 《血染龙泉剑》
  - 《角落的真相》
  - 《限时的挑战》
  - 《匿名恐吓》
  - 《华丽的幕间》

- 四季系列
  - 《那个夏天》
  - 《这年春天》
  - 《这个冬天》

- X系列
  - 《x之迷航·妄想发酵》
  - 《x之天网·无处可逃》
  - 《x之交换·灵魂移位》
  - 《x之死踵·阿喀琉斯》
  - 《x之火车·断罪分离》
  - 《x之罪业·不动明王》
  - 《x之告白·幽庭木槿》

- 乱世蚁系列
  - 《乱世蚁•多情总被误》
  - 《乱世蚁•最是回头难》
  - 《乱世蚁•恨别惊心鸟》
  - 《乱世蚁•下落黄泉》
  - 《乱世蚁•黯然销魂者》

- 百鬼系列
  - 《义、一寸法师与座敷童子》
  - 《琴弦、河童与萤的炎夏》
  - 《死灵与道成寺钟》
  - 《幽谷响、山姥与一诺》
  - 《无妄之火与高女》
  - 《振翅吧，入内雀》
  - 《刀、妖怪与霍乱》
  - 《君与桥姬与雪女之恋》
  - 《河童之夏•补》

- 十字花结社系列（由推理作家永晴、拟南芥、许言、青稞和易诺共同执笔的系列。故事的舞台在一个叫做“十字花市”的架空城市中。）
  - 《心灵，一触即溃》
  - 《驯兽师跨不过的门槛》

- 非系列
  - 《铁道骑士之歌》
  - 《黑死魔的巡礼》
  - 《大巴遭劫事件》
  - 《燕聒噪》
  - 《此夏绵绵》
  - 《一簇朝颜花》
  - 《缪斯的垂青》
  - 《童话市的烟火》
  - 《蛇愚者》
  - 《教育家》
  - 《魇本天生》